# Ландак
Ланда́к (индон. Landak) — река на западе острова Калимантан. Течёт в пределах границ индонезийской провинции Западный Калимантан.
Длина реки составляет около 200 км.
Ландак начинается у горы Ниут, на южных склонах хребта Баянг. Большая часть течения реки проходит по низменной, заболоченной равнине. На территории города Понтианак в дельте реки Капуас Ландак сливается с рукавом Капуас-Кечил и впадает в Южно-Китайское море на широте экватора.